# Ortodonzia invisibile
L'ortodonzia invisibile, in odontoiatria, è un insieme di tecniche utilizzate per riallineare i denti in modo che i dispositivi utilizzati non possano essere visibili dall'esterno. Molto spesso il paziente adulto che necessita di un trattamento ortodontico prova ansia e imbarazzo legate ai problemi estetici e funzionali degli attacchi posizionati sulla superficie esterna dei denti. Proprio per questo motivo sono state messe a punto queste metodiche attraverso le quali è possibile riuscire a spostare ed allineare i denti senza creare disagio al paziente. 
Una di queste tecniche prevede l'utilizzo di mascherine trasparenti, chiamate allineatori, che sono "quasi invisibili" perché l'interlocutore non riesce a vederle a "distanza sociale" ma solo da molto vicino o addirittura solo dopo rimozione. La differenza rispetto alle metodiche tradizionali è la possibilità di rimuoverle per mangiare e lavarsi i denti. Fili, elastici e attacchi fissi sopra i denti vengono usati solo per i casi più complessi. Ogni mascherina viene utilizzata per 15 giorni e, millimetro dopo millimetro, i denti si riallineano, creando sorrisi regolari.
Inoltre, negli ultimi anni, l'ortodonzia trasparente ha registrato un crescente interesse da parte dei pazienti, in particolare tra i più giovani. Questa tipologia di trattamento ortodontico è apprezzata per la sua capacità di combinare efficacia clinica e impatto estetico contenuto, offrendo un’alternativa agli apparecchi fissi tradizionali con fili e attacchi metallici visibili.
Il sistema di allineatori trasparenti più conosciuto attualmente è Invisalign. Si tratta di apparecchi che vengono realizzati in materiale termoplastico a partire da una scansione digitale delle arcate dentali. Il piano di trattamento viene elaborato al computer ed è altamente personalizzabile, con un livello di dettaglio estremamente elevato. 
Si parla invece di ortodonzia totalmente invisibile quando quest' ultima non viene assolutamente vista dall'esterno.
L'ortodonzia linguale che si applica sulla superfici interna dei denti è una tecnica totalmente invisibile. Si divide in una ortodonzia linguale con attacchi che sfrutta l'applicazione di piccoli dispositivi adesi alla superficie interna dei denti ed un filo che passa attraverso di essi e che ne determina lo spostamento, e in una ortodonzia linguale senza attacchi che sfrutta un filo adeso direttamente alla superficie interna dei denti che determina lo spostamento di questi ultimi senza l'interposizione di attacchi.